# Dubna (Oblast' di Tula)
Dubna è una cittadina della Russia europea centrale, situata nella oblast' di Tula; appartiene amministrativamente al rajon Dubenskij, del quale è il capoluogo.